# إليزابيث ميريك
إليزابيث ميريك (بالإنجليزية: Elizabeth Merrick)‏ (1973)؛ روائية أمريكية.